# Акома (партия)
Акома (индон. Partai Akoma, от индон. Angkatan Komunis Muda — Силы молодых коммунистов) — индонезийская политическая партия коммунистической направленности.

## История партии
Акома была основана в июне 1946 года как молодёжная коммунистическая группа, в её состав вошли коммунисты, не пожелавшие вступать в Коммунистическую партию Индонезии, среди них было много последователей Тана Малака. Акома вошла в состав Революционного народного движения под руководством Тана Малака. Лидером Акомы стал Ибну Парна.
8 августа 1952 года Акома была преобразована в политическую партию, Ибну Парна остался её руководителем.
По своей политической программе Акома была близка к партии Мурба, но многие её члены позже перешли в Коммунистическую партию Индонезии, например, Сидик Кертапати (индон. Sidik Kertapati), ставший членом Центрального комитета КПИ.
Партия Акома имела свою фракцию в Индонезийском крестьянском союзе (SAKTI). Она сохраняла там своё влияние вплоть до слияния SAKTI с крестьянскими организациями, работавшими под руководством КПИ.
На парламентских выборах 1955 года Акома получила 64 514 голосов (0,2 %) и одно место в парламенте — его занял Ибну Парна. После выборов партия вступила в Национальную прогрессивную фракцию. В Учредительном собрании Акома поддерживала Социально-экономический блок.
В начале 1950-х годов партия наладила контакты с троцкистским Четвёртым интернационалом. В 1956 году Ибну Парна присутствовал на всемирном съезде интернационала. В 1959 году партия стала индонезийской секцией Международного секретариата Четвёртого интернационала.
В феврале 1959 года Ибну Парна был лишён депутатской неприкосновенности и арестован за оскорбление генерала Насутиона в своей брошюре.
В 1965 году партия Акома, как и другие организации коммунистического толка, была запрещена, многие её члены, в том числе Ибну Парна, стали жертвами антикоммунистического террора.